# 김충 (야구인)
김충(1943년 10월 15일 ~ 2008년 8월 7일)은 전 KBO 리그 SK 와이번스 소속의 2군 감독이며 1989년 MBC 청룡 코치를 끝으로 프로야구계를 떠났다가 1993년 11월 10일부터 2년 계약 형식으로 삼성 라이온즈 2군감독을 맡아 현장에 돌아왔다.
이후, 1995년 시즌 뒤 2년 계약 종료와 함께 현장을 떠났다가  1996년 11월 21일부터 한화 이글스 2군감독을 맡아 현장에 복귀했지만 1998년 시즌 후 2년 계약 종료와 함께 또다시 프로야구계 복귀와 거리가 멀었다.
그 뒤, 2000년 SK 와이번스 2군감독을 맡아 현장에 돌아왔다가  다음 해 스카우트 팀장으로 자리를 옮겼다.